# لاهثة
لاهثة من قرى محافظة السويداء في سوريا، وتقع شمال المحافظة. تبعد عن السويداء 40 كم.
تقع قرية لاهثة في القسم الشمالي من محافظة السويداء على طريق عام دمشق السويداء وتبعد عن مركز المدينة ( 35 كم ) وترتفع عن سطح البحر حوالي (800 متر). يتربع على المدخل الشرقي نصب تذكاري لشهداء الثورة السورية الكبرى.
إن اسم (لاهثه) يعني كما ورد في السريانية (( الأرض العطشى )) حيث يسكنها الأهالي منذ حوالي (200) عام ويعملون بالزراعة الحقلية البعلية ( قمح – شعير ) وبعد توفر المياه الجوفية الآبار الارتوازية اعتمد الأهالي على زراعة الزيتون والعنب وأصبحت تشكل اكتفاءً ذاتيًّا للمواطنين بالإضافة إلى تربية المواشي (أبقار- أغنام - ماعز ).
شاركت القرية في فترات النضال ضد الاحتلال العثماني والاستعمار الفرنسي كما أصدر سامي باشا حكم الإعدام في 13 آذار عام 1911 بحق «هزاع عز الدين» من قرية لاهثة ؛وفي الثورة السورية الكبرى قدم رجال القرية تضحيات كبيرة كما حمل الشهيد حسين أبوحمرة بيرق لاهثة واستشهد في معركة المزرعة وحمله عنه الشيخ المجاهد توفيق حسين أبو حمرة.
ويشكل السفر المؤقت إلى خارج القطر والعمل الوظيفي مورد مالي للسكان ويبلغ عدد سكان القرية ( 3200 ) نسمة ومجموع مساحة أراضي القرية ( 6865 ) هكتار. الأراضي القابلة للزراعة 1800 هكتار والمستثمر منها 1370 هكتار.
يوجد فيها معالم أثرية رومانية المتمثلة بقلعتها التي آلت أغلب أسقفها للسقوط ويحيط بها بيوتها القديمة المبنية من الحجر الأسود البازلتي والتي أصبحت تشكل لوحة متجانسة تجمع بين الحجر الأسود وبناء الاسمنت الحديث تحيطها أشجار الزيتون والكروم وبعض نباتات الزينة التي تزين مداخل البيوت.